# Josef Augusta (hokejist)
Josef Augusta, češki hokejist, * 24. november 1946, Havlíčkův Brod, Češkoslovaška, † 16. februar 2017, Jihlava, Češka.
Augusta je bil dolgoletni igralec klubov HC Havlíčkův Brod in HC Dukla Jihlava v češkoslovaški ligi, s slednjim je osvojil osem državnih naslovov prvaka, v sezonah 1966/67, 1967/68, 1968/69, 1969/70, 1970/71, 1971/72, 1973/74 in 1981/82, kariero pa je končal pri klubu ERC Selb v nemški 2. ligi.
Za češkoslovaško reprezentanco je igral na enih olimpijskih igrah, kjer je bil dobitnik srebrne medalje, ter štirih Svetovnih Prvenstvih, kjer je bil dobitnik treh srebrnih in ene bronaste medalje. Za reprezentanco je na 100-ih tekmah dosegel 24 golov.
Po končani karieri je deloval kot hokejski trener, s klubom HC Dukla Jihlava je v sezoni 1990/91 osvojil naslov državnega prvaka, med letom 2000 in 2002 pa je bil selektor češke reprezentance, s katero je osvojil dve zlati medalji na Svetovnih prvenstvih. 
Tudi njegov sin Patrik je hokejist.